# Yuliya Dzhyma
Yuliya Valentynivna Dzhyma –en ucraniano, Юлія Валентинівна Джима– (Kiev, 19 de septiembre de 1990) es una deportista ucraniana que compite en biatlón.
Participó en tres Juegos Olímpicos de Invierno, entre los años 2014 y 2022, obteniendo una medalla de oro en Sochi 2014, en la prueba por relevos.
Ganó cinco medallas en el Campeonato Mundial de Biatlón entre los años 2013 y 2021, y diez medallas en el Campeonato Europeo de Biatlón entre los años 2011 y 2023.

## Palmarés internacional
| Juegos Olímpicos   | Juegos Olímpicos             | Juegos Olímpicos  | Juegos Olímpicos |
| Año                | Lugar                        | Medalla           | Prueba           |
| ------------------ | ---------------------------- | ----------------- | ---------------- |
| 2014               | Sochi (Rusia)                | Medalla de oro    | Relevo           |
| Campeonato Mundial |                              |                   |                  |
| Año                | Lugar                        | Medalla           | Prueba           |
| 2013               | Nové Město (República Checa) | Medalla de plata  | Relevo           |
| 2017               | Hochfilzen (Austria)         | Medalla de plata  | Relevo           |
| 2019               | Östersund (Suecia)           | Medalla de bronce | Relevo           |
| 2020               | Anterselva (Italia)          | Medalla de bronce | Relevo           |
| 2021               | Pokljuka (Eslovenia)         | Medalla de bronce | Relevo           |
| Campeonato Europeo |                              |                   |                  |
| Año                | Lugar                        | Medalla           | Prueba           |
| 2011               | Val Ridanna (Italia)         | Medalla de oro    | Relevo           |
| 2012               | Osrblie (Eslovaquia)         | Medalla de oro    | Relevo           |
| 2013               | Bansko (Bulgaria)            | Medalla de plata  | Velocidad        |
| 2013               | Bansko (Bulgaria)            | Medalla de bronce | Relevo           |
| 2015               | Otepää (Estonia)             | Medalla de oro    | Relevo           |
| 2017               | Duszniki-Zdrój (Polonia)     | Medalla de oro    | Velocidad        |
| 2017               | Duszniki-Zdrój (Polonia)     | Medalla de plata  | Persecución      |
| 2017               | Duszniki-Zdrój (Polonia)     | Medalla de bronce | Relevo mixto     |
| 2020               | Minsk-Raubichi (Bielorrusia) | Medalla de oro    | Relevo mixto     |
| 2023               | Lenzerheide (Suiza)          | Medalla de plata  | Individual       |